# Himantura astra
Himantura astra és una espècie de peix pertanyent a la família dels dasiàtids.

## Descripció
- Fa 17-19 cm en el moment de néixer i pot assolir els 180 com a adult.[2][3]

## Hàbitat
És un peix marí, bentopelàgic i de clima tropical que viu entre 1 i 141 m de fondària.

## Distribució geogràfica
Es troba des d'Austràlia fins a Papua Occidental, incloent-hi el mar de Timor.

## Observacions
És inofensiu per als humans.